# Ronin (Соколиный глаз)
«Ronin» (англ. Ронин) — пятый эпизод американского телесериала «Соколиный глаз», основанного на персонажах Marvel Comics Клинте Бартоне и Кейт Бишоп. В данном эпизоде Кейт продолжает расследование в одиночку, сталкиваясь лицом к лицу с Еленой Беловой, и позже узнаёт, с кем работает её мать Элеонор. Действие эпизода происходит в медиафраншизе «Кинематографическая вселенная Marvel» (КВМ), и он напрямую связан с фильмами медиафраншизы. Сценарий написала Дженна Ноэль Фрэйзер, а режиссёром выступил дуэт Берт & Берти.
Джереми Реннер и Хейли Стайнфелд вновь исполняют соответствующие роли Клинта Бартона и Кейт Бишоп, главные роли также исполняют Вера Фармига, Тони Далтон, Фра Фи, Алекс Паунович, Пётр Адамчик, Линда Карделлини, Алаква Кокс, а также Флоренс Пью в роли Елены Беловой. Впервые в КВМ дебютирует Винсент Д’Онофрио в роли Кингпина. Золотистый ретривер Джолт исполняет роль Лаки, Пицца-пса.
Съёмки проходили в Нью-Йорке, а дополнительные съёмки и озвучивание — в Атланте, штат Джорджия.
Эпизод «Ronin» вышел на Disney+ 15 декабря 2021 года.

## Сюжет
В 2018 году бывшие «Чёрные вдовы» Елена Белова и Соня выслеживают в неком особняке и пытаются вылечить женщину по имени Энни, другую «вдову», которая, как оказывается, уже помогает излечившимся от контроля разума «вдовам». Во время разговора проскальзывает имя Наташи Романофф, что смущает Елену, и она отходит. Находясь в туалете, Елена внезапно исчезает и появляется через 5 лет, становясь жертвой Скачка, и в первую очередь желает встретиться с Наташей.
В наши дни, после боя с Еленой и Майей Лопес, Кейт Бишоп возвращается в пентхаус своей матери и сообщает ей о подставной фирме Джека, после чего Элеонор звонит в полицию Нью-Йорка и Дюкейна арестовывают. Кейт приходит в свою сгоревшую квартиру, где её встречает Елена. Белова готовит себе макароны и рассказывает Кейт о своём прошлом и о заказе на убийство Клинта Бартона, поскольку считает, что он виновен в гибели Наташи. Тем временем Клинт оставляет Пицца-пса ролевику Гриллзу и посещает мемориал Мстителей, расположенный около центрального вокзала, где впервые собралась команда «Мстители» в 2012 году. Там он извиняется перед Наташей за то, что собирается сделать.
Клинт надевает костюм Ронина и сражается с Майей у автомастерской, где Ронин убил её отца. В пылу боя Бартон раскрывает свою личность и пытается убедить Майю отказаться от личной мести и оставить его семью в покое. Клинт рассказывает, что Ронина на её отца направил информатор, работающий на босса Майи. Кейт помогает Бартону сбежать, а Майя начинает что-то подозревать и допрашивает Кази. На следующий день Елена выслеживает своего заказчика и понимает, что это Элеонор. Белова сообщает об этом Кейт, присылает видеозапись, на которой Элеонор встречается с «дядей» Майи, которого Клинт называет Кингпином.

## Реакция
На сайте-агрегаторе рецензий «Rotten Tomatoes» эпизод имеет рейтинг 88 % со средней оценкой 8 из 10 на основе 8 отзывов.
Мэтт Пёрслоу из IGN поставил серии оценку 8 из 10 и написал, что «Елена, которую сыграла Флоренс Пью, так же интересна, как и в „Чёрной вдове“, даже если она готова к убийству». Кэролайн Сиде из The A.V. Club дала эпизоду оценку «B» и отметила, что Пью превзошла Стайнфелд в её шоу. Журналистка написала: «Всё, что сделало Елену Белову такой популярной в фильме „Чёрная вдова“, здесь вернулось и, возможно, даже лучше». Кристен Говард из Den of Geek оценила эпизод в 4,5 звёзд из 5, подчеркнув, что «по мере того, как мы приближаемся к финалу „Соколиного глаза“, некоторые тёмные тайны, наконец, выходят на свет, и Ронин больше не ждёт в тени». Росс Бонайме из Collider поставил серии оценку «B+» и написал, что «„Ronin“ настраивает „Соколиного глаза“ на захватывающий финал, полный новых персонажей». Журналист добавил, что «как и „Партнёры, я права?“, „Ronin“ показывает, что то, что делает КВМ действительно интересной, — это отношения, дружба и узы, которые объединяют героев вместе».

## Комментарии
1. ↑  Вызванного щелчком Таноса в фильме «Мстители: Война Бесконечности» (2018) и обратным щелчком Халка в фильме «Мстители: Финал» (2019).